# Piłka nożna w Anglii (1914/1915)
Sezon 1914/1915 był 44. w historii angielskiej piłki nożnej.

## Zwycięzcy poszczególnych rozgrywek klubowych w Anglii
| Rozgrywka       | Zwycięzca        |
| --------------- | ---------------- |
| First Division  | Everton          |
| Second Division | Derby County     |
| FA Cup          | Sheffield United |

## Rozgrywki ligowe

### First Division
|    |                      | M  | Z  | R  | P  | B+ | B- | RB    | Pkt |
| -- | -------------------- | -- | -- | -- | -- | -- | -- | ----- | --- |
| 1  | Everton              | 38 | 19 | 8  | 11 | 76 | 47 | 1.617 | 46  |
| 2  | Oldham Athletic      | 38 | 17 | 11 | 10 | 70 | 56 | 1.250 | 45  |
| 3  | Blackburn Rovers     | 38 | 18 | 7  | 13 | 83 | 61 | 1.361 | 43  |
| 4  | Burnley              | 38 | 18 | 7  | 13 | 61 | 47 | 1.298 | 43  |
| 5  | Manchester City      | 38 | 15 | 13 | 10 | 49 | 39 | 1.256 | 43  |
| 6  | Sheffield United     | 38 | 15 | 13 | 10 | 49 | 41 | 1.195 | 43  |
| 7  | Sheffield Wednesday  | 38 | 15 | 13 | 10 | 61 | 54 | 1.130 | 43  |
| 8  | Sunderland           | 38 | 18 | 5  | 15 | 81 | 72 | 1.125 | 41  |
| 9  | Bradford Park Avenue | 38 | 17 | 7  | 14 | 69 | 65 | 1.062 | 41  |
| 10 | West Bromwich Albion | 38 | 15 | 10 | 13 | 49 | 43 | 1.140 | 40  |
| 11 | Bradford City        | 38 | 13 | 14 | 11 | 55 | 49 | 1.122 | 40  |
| 12 | Middlesbrough        | 38 | 13 | 12 | 13 | 62 | 74 | 0.838 | 38  |
| 13 | Liverpool            | 38 | 14 | 9  | 15 | 65 | 75 | 0.867 | 37  |
| 14 | Aston Villa          | 38 | 13 | 11 | 14 | 62 | 72 | 0.861 | 37  |
| 15 | Newcastle United     | 38 | 11 | 10 | 17 | 46 | 48 | 0.958 | 32  |
| 16 | Notts County         | 38 | 9  | 13 | 16 | 41 | 57 | 0.719 | 31  |
| 17 | Bolton Wanderers     | 38 | 11 | 8  | 19 | 68 | 84 | 0.810 | 30  |
| 18 | Manchester United    | 38 | 9  | 12 | 17 | 46 | 62 | 0.742 | 30  |
| 19 | Chelsea              | 38 | 8  | 13 | 17 | 51 | 65 | 0.785 | 29  |
| 20 | Tottenham Hotspur    | 38 | 8  | 12 | 18 | 57 | 90 | 0.633 | 28  |

### Second Division
|    |                         | M  | Z  | R  | P  | B+ | B- | RB    | Pkt |
| -- | ----------------------- | -- | -- | -- | -- | -- | -- | ----- | --- |
| 1  | Derby County            | 38 | 23 | 7  | 8  | 71 | 33 | 2.152 | 53  |
| 2  | Preston North End       | 38 | 20 | 10 | 8  | 61 | 42 | 1.452 | 50  |
| 3  | Barnsley                | 38 | 22 | 3  | 13 | 51 | 51 | 1.000 | 47  |
| 4  | Wolverhampton Wanderers | 38 | 19 | 7  | 12 | 77 | 52 | 1.481 | 45  |
| 5  | Arsenal                 | 38 | 19 | 5  | 14 | 69 | 41 | 1.683 | 43  |
| 6  | Birmingham City         | 38 | 17 | 9  | 12 | 62 | 39 | 1.590 | 43  |
| 7  | Hull City               | 38 | 19 | 5  | 14 | 65 | 54 | 1.204 | 43  |
| 8  | Huddersfield Town       | 38 | 17 | 8  | 13 | 61 | 42 | 1.452 | 42  |
| 9  | Leyton Orient           | 38 | 16 | 9  | 13 | 50 | 48 | 1.042 | 41  |
| 10 | Blackpool               | 38 | 17 | 5  | 16 | 58 | 57 | 1.018 | 39  |
| 11 | Bury                    | 38 | 15 | 8  | 15 | 61 | 56 | 1.089 | 38  |
| 12 | Fulham                  | 38 | 15 | 7  | 16 | 53 | 47 | 1.128 | 37  |
| 13 | Bristol City            | 38 | 15 | 7  | 16 | 62 | 56 | 1.107 | 37  |
| 14 | Stockport County        | 38 | 15 | 7  | 16 | 54 | 60 | 0.900 | 37  |
| 15 | Leeds City              | 38 | 14 | 4  | 20 | 65 | 64 | 1.016 | 32  |
| 16 | Lincoln City            | 38 | 11 | 9  | 18 | 46 | 65 | 0.708 | 31  |
| 17 | Grimsby Town            | 38 | 11 | 9  | 18 | 48 | 76 | 0.632 | 31  |
| 18 | Nottingham Forest       | 38 | 10 | 9  | 19 | 43 | 77 | 0.558 | 29  |
| 19 | Leicester City          | 38 | 10 | 4  | 24 | 47 | 88 | 0.534 | 24  |
| 20 | Glossop North End       | 38 | 6  | 6  | 26 | 31 | 87 | 0.356 | 18  |

M = rozegrane mecze; Z = zwycięstwa; R = remisy; P = porażki; B+ = bramki zdobyte; B- = bramki stracone; RB = stosunek bramek zdobytych do bramek straconych; Pkt = punkty